# Варта бхарати

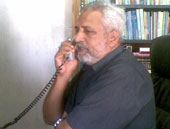
Абдусалам (Абдул Самад) Пхутиге

Варта бхарати (канн. ವಾರ್ತಾ ಭಾರತಿ — «государственные новости») — индийская газета на языке каннада, издаётся с 2003 года в Мангалуре (штат Карнатака). Газета популярна не только в Индии, но и распространяется в диаспоре каннада. Главный редактор газеты — известный журналист и переводчик Абдул Самад Пхутиге (канн. ಅಬ್ದುಲ್ ಸಮದ್ ಪುತ್ತಿಗೆ, англ. Abdussalam Puthige), является представителем мусульманской общины бьяри. А. Пхутиге широко известен как переводчик Корана на язык каннада.